# Paul Le Mat
Paul Le Mat (22 de septiembre de 1945) es un actor estadounidense. Saltó a la fama con su papel en American Graffiti (1973); su actuación fue recibida con elogios de la crítica y le valió el premio Globo de Oro a la Nueva estrella del año.
La destacada actuación de Le Mat en American Graffiti le valió el papel principal en el éxito de taquilla Aloha, Bobby and Rose (1975). También es conocido por su trabajo en las películas de Jonathan Demme Handle with Care (1977) y Melvin y Howard (1980). Ganó otro Globo de Oro por su actuación en la película para televisión The Burning Bed (1984) y protagonizó la película de culto Puppet Master (1989), que generó una franquicia. En 1992 apareció en el episodio The Jar de la serie The Ray Bradbury Theater.